# Estádio Nacional de Chile
O Estádio Nacional Julio Martínez Prádanos (mais conhecido como Estadio Nacional do Chile) é um estádio multiuso localizado em Santiago, capital do Chile. Tem capacidade para 46.190 torcedores. É onde a Seleção Chilena de Futebol e o time da Universidad de Chile jogam com mais frequência.
Construído entre 1937 e 1938 pelo arquiteto austríaco Karl Brunner, o estádio foi inaugurado em 3 de Dezembro de 1938 pelo Presidente da República Arturo Alessandri Palma. A inspiração foi no Estádio Olímpico de Berlim (sede das Olimpíadas dois anos antes).
No projeto original havia um velódromo, mas com a Copa do Mundo de 1962, o estádio foi remodelado e a pista de ciclismo, removida.

## Campo de prisioneiros

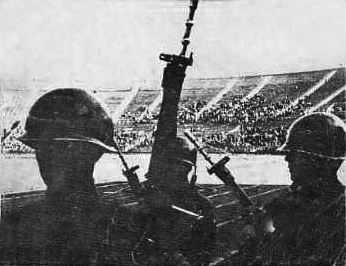
Militares chilenos vigiando prisioneiros no Estádio Nacional, em 1973

Entre 12 de setembro (dia seguinte ao golpe militar que derrocou Allende no Chile) a 9 de novembro de 1973, o estádio foi usado como campo de prisioneiros do regime ditatorial de Augusto Pinochet.
Os prisioneiros eram separados por sexo e presos em seis camarotes. Os interrogatórios eram feitos  no velódromo.
Por lá passaram cerca de 40.000 prisioneiros, de onde foram mandados, a maioria, para o Campo de Prisioneiros de Chacabuco, a 110 km de Antofagasta. Muitos foram torturados e assassinados. De acordo com depoimentos de sobreviventes reunidos por essa instituição humanitária, tortura e ameaças de execuções contra os detentos foram cometidas no estádio. Além disso, pessoas encapuzadas caminhavam entre os prisioneiros delatando os militantes de partidos de esquerda, que foram perseguidos pela ditadura. Alguns deles eram baleados na hora e outros eram levados para lugares desconhecidos e executados.

## Jogos Pan-Americanos e Parapan-Americanos de 2023

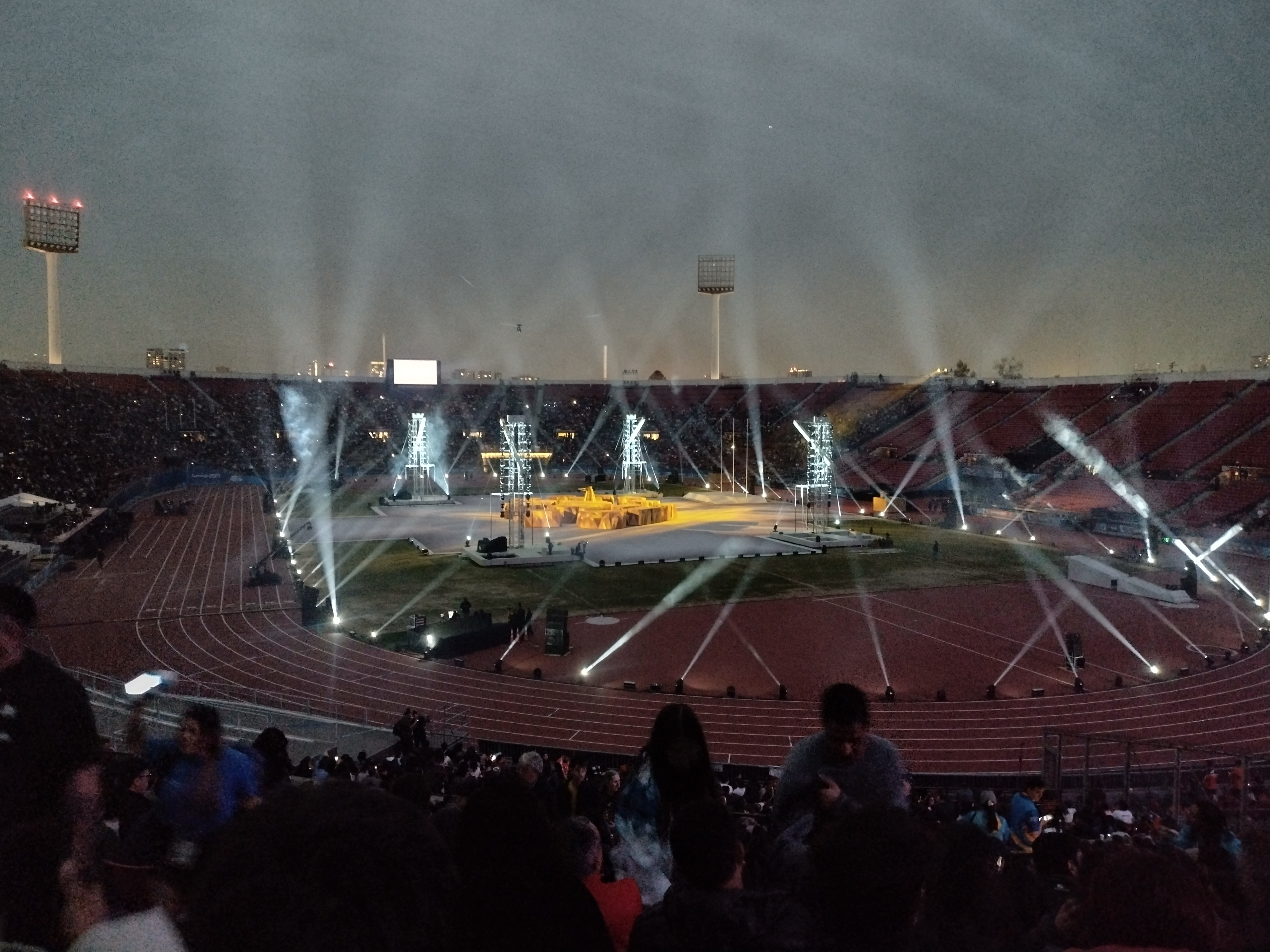
Estádio Nacional durante a cerimônia de abertura dos Jogos Pan-Americanos de 2023

O estádio foi escolhido para receber o atletismo e as cerimônias dos Jogos Pan-Americanos de 2023 e dos Jogos Parapan-Americanos de 2023, recebendo o nome temporário de Coliseu. Além disso, passaram por revitalização o próprio estádio e áreas esportivas como o Centro Aquático e o Court Central Anita Lizana. O espaço é ampliado com o surgimento de um campo de atletismo, uma arena de hóquei sob a grama, além de centros de treinamento, que também receberão as competições, abrigando grade parte delas. A área também já recebeu os Jogos Sul-Americanos de 2014.

## Final da Libertadores 2019
O Estádio Nacional do Chile seria o primeiro a sediar a final única da Copa Libertadores, na edição de 2019, conforme anunciado pela Conmebol em 14 de agosto de 2018. A cidade seria a primeira a receber o rodizio de sedes pela entidade máxima do futebol sul-americano, por atender aos estudos sobre organização da cidade, logística, segurança e infraestrutura, além de aspectos políticos, sociais, de mobilidade urbana e hospedagem. No entanto, devido a vários protestos violentos causados pela situação política e social do Chile, o local da final foi alterado para o Estádio Monumental de Lima, para garantir a segurança de torcedores, jogadores e patrocinadores.

## Outros eventos
O estádio já recebeu a visita do Papa João Paulo II, concertos pelos Direitos Humanos, organizados pela Anistia Internacional e shows de artistas e conjuntos como Shakira, Pearl Jam, Madonna, Rolling Stones, AC/DC, U2, Elton John, Guns n' Roses, Iron Maiden, Rihanna, Katy Perry, Michael Jackson, Lenny Kravitz, Xuxa, o grupo High School Musical, Miley Cyrus, Britney Spears, Lady Gaga com a The Born This Way Ball Tour, também Evanescence com a The Open Door Tour.

## Jogos da Copa do Mundo de 1962

### Grupo B (Chile,Alemanha Ocidental,ItáliaeSuíça)
| 30 de maio de 1962 15:00 | Chile                        | 3–1      | Suíça       | Santiago, Estádio Nacional de Chile Árbitro: Aston (Inglaterra) Público: 65000 |
|                          | Sánchez 44', 51' Ramírez 55' | (Report) | Wüthrich 6' |                                                                                |

| 31 de maio de 1962 15:00 | Alemanha Ocidental | 0–0      | Itália | Santiago, Estádio Nacional de Chile Árbitro: Davidson (Escócia) Público: 65440 |
|                          |                    | (Report) |        |                                                                                |

| 2 de junho de 1962 15:00 | Chile                | 2–0      | Itália | Santiago, Estádio Nacional de Chile Árbitro: Aston (Inglaterra) Público: 66057 |
|                          | Ramírez 73' Toro 87' | (Report) |        |                                                                                |

| 3 de junho de 1962 15:00 | Alemanha Ocidental    | 2–1      | Suíça         | Santiago, Estádio Nacional de Chile Árbitro: Horn (Holanda) Público: 64922 |
|                          | Brülls 45' Seeler 59' | (Report) | Schneiter 73' |                                                                            |

| 6 de junho de 1962 15:00 | Alemanha Ocidental             | 2–0      | Chile | Santiago, Estádio Nacional de Chile Árbitro: Davidson (Escócia) Público: 67224 |
|                          | Szymaniak 21' (pen) Seeler 82' | (Report) |       |                                                                                |

| 7 de junho de 1962 15:00 | Itália                      | 3–0      | Suíça | Santiago, Estádio Nacional de Chile Árbitro: Davidson (Escócia) Público: 59828 |
|                          | Mora 1' Bulgarelli 65', 67' | (Report) |       |                                                                                |

### Quartas de final
| 10 de junho de, 1962 14:30 | Iugoslávia    | 1–0      | Alemanha Ocidental | Santiago, Estádio Nacional de Chile Árbitro: Yamasaki (Peru) Público: 63324 |
|                            | Radaković 85' | (Report) |                    |                                                                             |

### Semifinal
| 13 de junho de 1962 14:30 | Brasil                          | 4–2      | Chile                     | Santiago, Estádio Nacional de Chile Árbitro: Yamasaki (Peru) Público: 76500 |
|                           | Garrincha 9', 32' Vavá 47', 78' | (Report) | Toro 42' Sánchez 61'(pen) |                                                                             |

### Decisão de 3º lugar
| 16 de junho de 1962 14:30 | Chile     | 1–0      | Iugoslávia | Santiago, Estádio Nacional de Chile Árbitro: Gardeazabal (Espanha) Público: 67000 |
|                           | Rojas 90' | (Report) |            |                                                                                   |

### Final
| 17 de junho de 1962 14:30 | Brasil                         | 3–1      | Tchecoslováquia | Santiago, Estádio Nacional de Chile Árbitro: Latychev (União Soviética) Público: 68679 |
|                           | Amarildo 17' Zito 69' Vavá 78' | (Report) | Masopust 15'    |                                                                                        |